# جيكوب كريسي شافر
جيكوب كريسي شافر (بالألمانية: Jacob Christian Schäffer)‏ (و. 1718 – 1790 م) هو عالم نبات، وعالم طيور، وعالم حشرات، وثيولوجي، واخصائي فطريات من ألمانيا . ولد في كويرفورت.
وكان عضو في الجمعية الملكية، والأكاديمية الفرنسية للعلوم، والأكاديمية الروسية للعلوم، والأكاديمية البروسية للعلوم .
توفي في ريغنسبورغ ، عن عمر يناهز 72 عاماً.